# سانتا نينفا
سانتا نينفا (بالإيطالية: Santa Ninfa)‏ هي بلدية في مقاطعة تراباني في صقلية الإيطالية.

## السكان
في سنة 1861 بلغ عدد السكان 6٬486 نسمة، وتطور العدد ليصل في سنة 2011 لـ 5٬095 نسمة.
يظهر هذا المخطط البياني تطور النمو السكاني لـ سانتا نينفا